# Функціональний аналіз
Функціона́льний ана́ліз — розділ математики, який заміною векторів на функції є фактичним поширенням лінійної алгебри на нескінченновимірний простір. В такому просторі функцій визначають внутрішній добуток, норму або топологію для дослідження границь, що перетворює функціональний аналіз на частину математичного аналізу, в якому досліджують функціонали та оператори.

## Загальна інформація
Функціональний аналіз як самостійна дисципліна розвивався на межі 19 і 20 століття й остаточно сформувався у 20-30 рр. 20 століття. З одного боку, він розвинувся під впливом дослідження конкретних класів лінійних операторів — інтегральних операторів і пов'язаних з ними інтегральних рівнянь, з другого боку — під впливом чисто внутрішнього розвитку сучасної математики з її бажанням узагальнити і тим самим пізнати істинну природу тих чи тих закономірностей. Величезний вплив на розвиток функціонального аналізу мала квантова механіка, оскільки в ній вимірюваним фізичним величинам відповідають лінійні оператори над простором станів фізичної системи.

## Поняття простору
Найзагальнішими просторами, що фігурують в функціональному аналізі є топологічні векторні простори. Так називається векторний (лінійний) простір над полем комплексних чисел(або дійсних). На просторі може бути введена метрика — дійсна функція від двох аргументів, що належать цьому простору, результатом якої є «відстань» між цими елементами. Слово відстань використане тут в непрямому розумінні. Простір з метрикою називається метричним простором. Також відрізняють простори, на яких аксіоматично визначена норма елементу — «довжина» вектора x, ||x||. На нормованому просторі завжди можна ввести метрику у вигляді f(x, y)=||x-y||. Також у просторі можна визначити операцію скалярного добутку яку геометрично можна інтерпретувати як кут між елементами. Простори зі скалярним добутком називаються унітарними. Скалярний добуток породжує норму в просторі таким чином: ||x||2=(x, x). Простір який є повним відносно норми породженої скалярним добутком цього простору називається гільбертовим простором.
«Вимірність» простору — максимальна кількість лінійно-незалежних елементів у цьому просторі. Безмежновимірний простір це простір, у якому для будь-якого натурального числа n існує n лінійно-незалежних елементів.

## Функціонал
Функціонал — це відображення, що ставить у відповідність кожному елементу даного простору елемент з простору дійсних або комплексних чисел. Важливу роль в функціональному аналізі відіграють поняття неперервних функціоналів і лінійних функціоналів. Простір всіх лінійних обмежених і всюди визначених на просторі Х функціоналів називається спряженим до Х і позначається Х' або Х*.

## Оператор
Оператор — відображення, що ставить у відповідність елемент одного простору елементу з іншого. L(X, Y) — простір всіх лінійних, неперервних, всюди визначених в Х операторів. Переважно розглядаються випадки коли X i Y — нормовані або гільбертові простори. Оператор називається спряженим до оператора А і позначається А* якщо (А х, y)=(x, A* y).
Дуже важливим є клас самоспряжених операторів — (A x, y)=(x, A y).